# Myrnohrad
Myrnohrad (em ucraniano:  Мирноград, em russo:  Мирноград), anteriormente Dymytrov (em ucraniano:  Димитров, em russo:  Димитров) é uma cidade da Ucrânia, situada no Oblast de Donetsk. Tem 23 km² de área e sua população em 2020 foi estimada em 47.460 habitantes.
A cidade era anteriormente nomeada em homenagem a Georgi Dimitrov (búlgaro: Георги Димитров) - um proeminente político comunista búlgaro e soviético, mas foi renomeada para Myrnohrad durante a descomunização do país em maio de 2016.